# Stella di Luyten
La stella di Luyten (Gliese 273) è una stella vicina al sistema solare di magnitudine +9,9, situata nella costellazione del Cane Minore. La stella prende il nome da Willem Jacob Luyten, che per primo ne rilevò l'alto moto proprio. Dopo essersi avvicinata al Sole fino a 3,67 anni luce 13.000 anni fa, la stella si sta ora allontanando e si trova nell'era attuale a 12,4 a.l. dalla Terra. La stella è attualmente situata ad una distanza di 1,2 anni luce da Procione e quest'ultima apparirebbe con una magnitudine di -4,5 nel cielo notturno di un ipotetico pianeta orbitante intorno alla stella di Luyten.

## Osservazione
Si tratta di una stella situata nell'emisfero celeste boreale, ma molto in prossimità dell'equatore celeste; ciò comporta che possa essere osservata da tutte le regioni abitate della Terra senza alcuna difficoltà e che sia invisibile soltanto nelle aree più interne del continente antartico. Nell'emisfero nord invece appare circumpolare solo molto oltre il circolo polare artico. Essendo di magnitudine pari a 9,9, non è osservabile né occhio nudo né con un binocolo; per poterla scorgere occorre almeno un piccolo telescopio amatoriale.
Il periodo migliore per la sua osservazione nel cielo serale ricade nei mesi compresi fra dicembre e maggio; da entrambi gli emisferi il periodo di visibilità rimane indicativamente lo stesso, grazie alla posizione della stella non lontana dall'equatore celeste.

## Caratteristiche
La stella di Luyten dista 12,4 anni luce dal Sole, e si trova nella costellazione del Cane Minore, ad est della Nebulosa Rosetta, a sudovest di β Canis Minoris e a ovest di Procione. L'alto moto proprio di questa piccola stella è stato scoperto da Willem Jacob Luyten, che fu in grado di individuare il moto proprio di più di 520.000 stelle nonostante avesse perso un occhio fin dal 1925, mediante un dispositivo fotografico a scansione automatica da lui costruito.
Si tratta di una nana rossa con di tipo spettrale M3.5 Vn. La stella presenta circa il 38% della massa del Sole, circa l'11% del suo raggio e lo 0,04% della sua luminosità.

## Stelle compagne
Analisi astrometriche effettuate tra il 1937 e il 1980 suggeriscono che la stella di Luyten possieda una compagna. Presupponendo un limite superiore della massa della stella di Luyten di 2/10 masse solari, vi sono tre possibilità: una compagna con 1,1 masse gioviane ed un periodo di rivoluzione di 10 anni; una compagna con 0,7 masse gioviane, con un periodo di rivoluzione di 20 anni; infine, un pianeta con 0,4 masse gioviane ed un periodo di rivoluzione pari a 40 anni (Hersey e Lippincott, 1982). In seguito, ricerche sulle variazioni di velocità radiale indotte da un tale oggetto diedero indicazioni negative (Marcy e Benitz 1989; Young 1987). Più recentemente, ricerche interferometriche nell'infrarosso hanno permesso di ipotizzare la presenza di compagni stellari con una massa situata tra 50 e 80 masse gioviane, uno tra 1 e 10 UA e uno tra 100 e 1000 UA, ma non sono stati in grado di confermare l'esistenza di un tale oggetto (Simons, 1996; Henry e McCarthy, 1990).

## Sistema planetario
Dopo che in passato era già stata suggerita la presenza di un pianeta di tipo terrestre in orbita a circa 0,04 UA, nel marzo del 2017 si è avuto l'annuncio della scoperta di due pianeti extrasolari di tipo roccioso in orbita alla stella di Luyten. Il più prossimo alla stella, il pianeta c, ha una massa di poco superiore a quella terrestre e orbita in 4,7 giorni. Il pianeta b è invece una super Terra con una massa 2,89 quella terrestre e un periodo orbitale di 18,65 giorni. Quest'ultimo pianeta, distante 0,09 UA dalla stella (13,7 milioni di chilometri) è situato nella zona abitabile, anche se a quella distanza è probabile che sia in rotazione sincrona, con lo stesso emisfero sempre rivolto verso la stella.
Nel giugno 2020 sono stati proposti ulteriori due pianeti facenti parte del sistema, da confermare definitivamente. Entrambi orbitano più esternamente dei primi due e la loro massa è caratteristica di pianeti del tipo mininettuno.
Trovandosi ad appena 1,2 anni luce da Procione, quest'ultima dalla superficie di uno dei pianeti brillerebbe di magnitudine -4,5, all'incirca come Venere visto dalla Terra.

### Prospetto del sistema
Segue un prospetto dei componenti del sistema planetario della stella di Luyten, in ordine di distanza dalla stella. 
| Pianeta | Massa            | Raggio | Periodo orb.          | Sem. maggiore | Eccentricità |
| ------- | ---------------- | ------ | --------------------- | ------------- | ------------ |
| c       | 1,18 M⊕          | -      | 4,7234 giorni         | 0,03647 UA    | 0,17         |
| b       | 2,89 M⊕          | -      | 18,65 giorni          | 0,0911 UA     | 0,10         |
| d       | 10,8+3,9 −3,5 M⊕ | -      | 413,9+4,3 −5,5 giorni | 0,712 UA      | 0,17         |
| e       | 9,3+4,3 −3,9 M⊕  | -      | 542±16 giorni         | 0,0911 UA     | 0,03         |